# Théorie microbienne

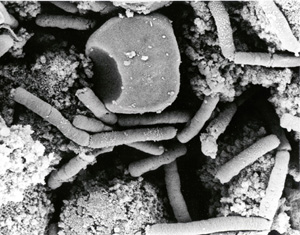
Bacille du charbon découvert par Robert Koch en 1876.

La théorie microbienne, également appelée « théorie pathogénique » ou « théorie des germes », est une théorie proposant que de nombreuses maladies sont causées par des micro-organismes. Bien que très controversée lors de sa formulation initiale, cette théorie a été validée à la fin du XIXe siècle et constitue désormais un élément fondamental de la médecine moderne et de la microbiologie clinique. Elle a conduit à d’importantes innovations comme la pratique de l’hygiène préventive et l’invention des antibiotiques.

## Histoire

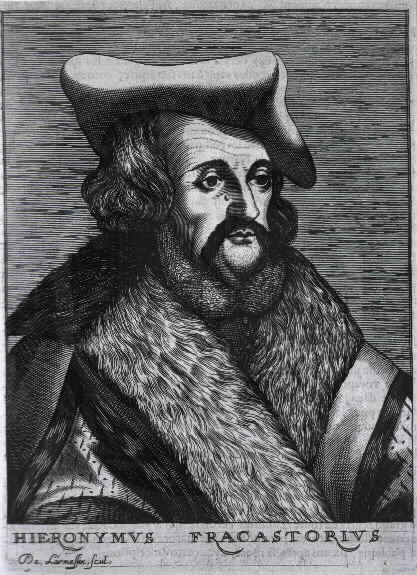
Girolamo Fracastoro.

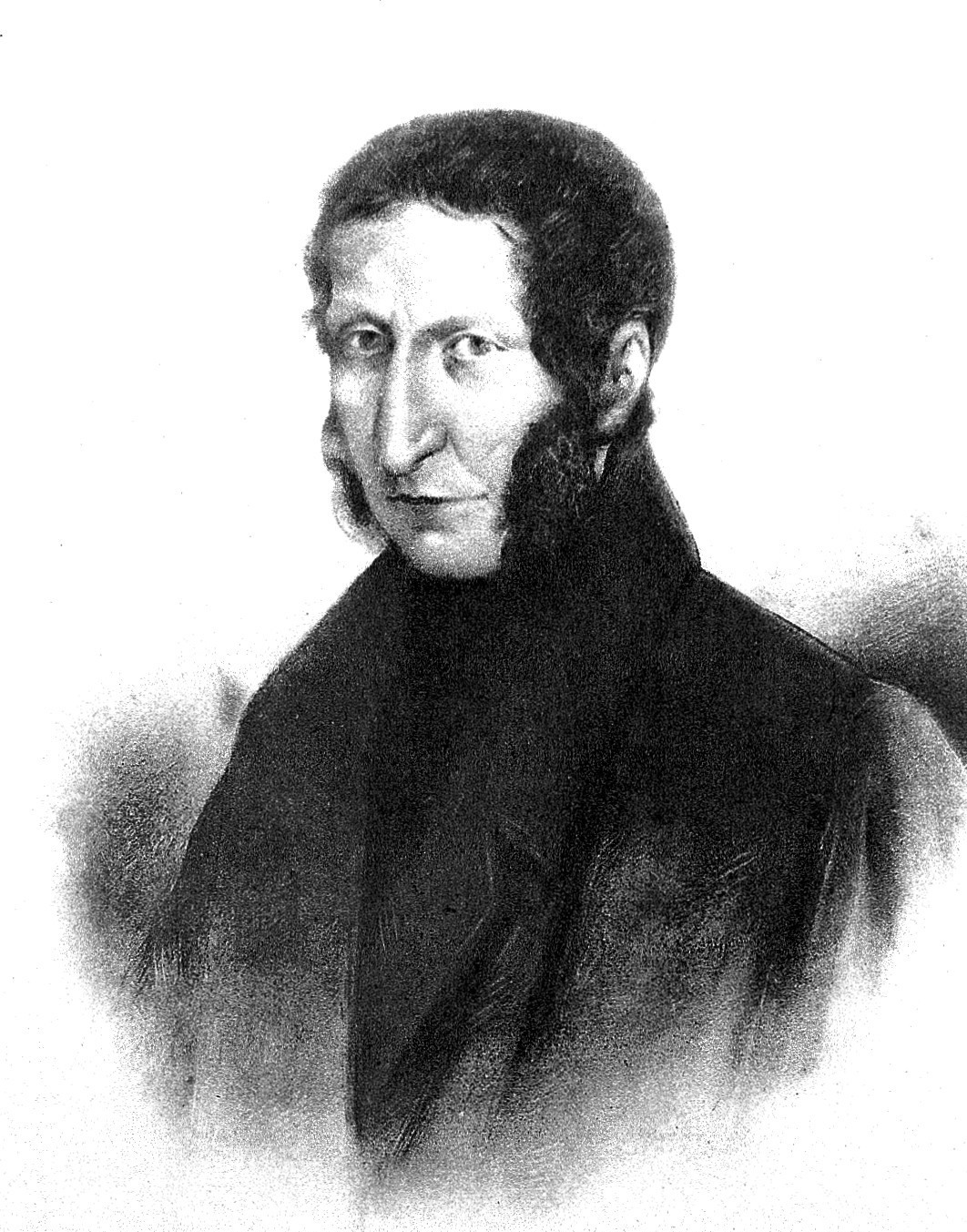
Agostino Bassi.

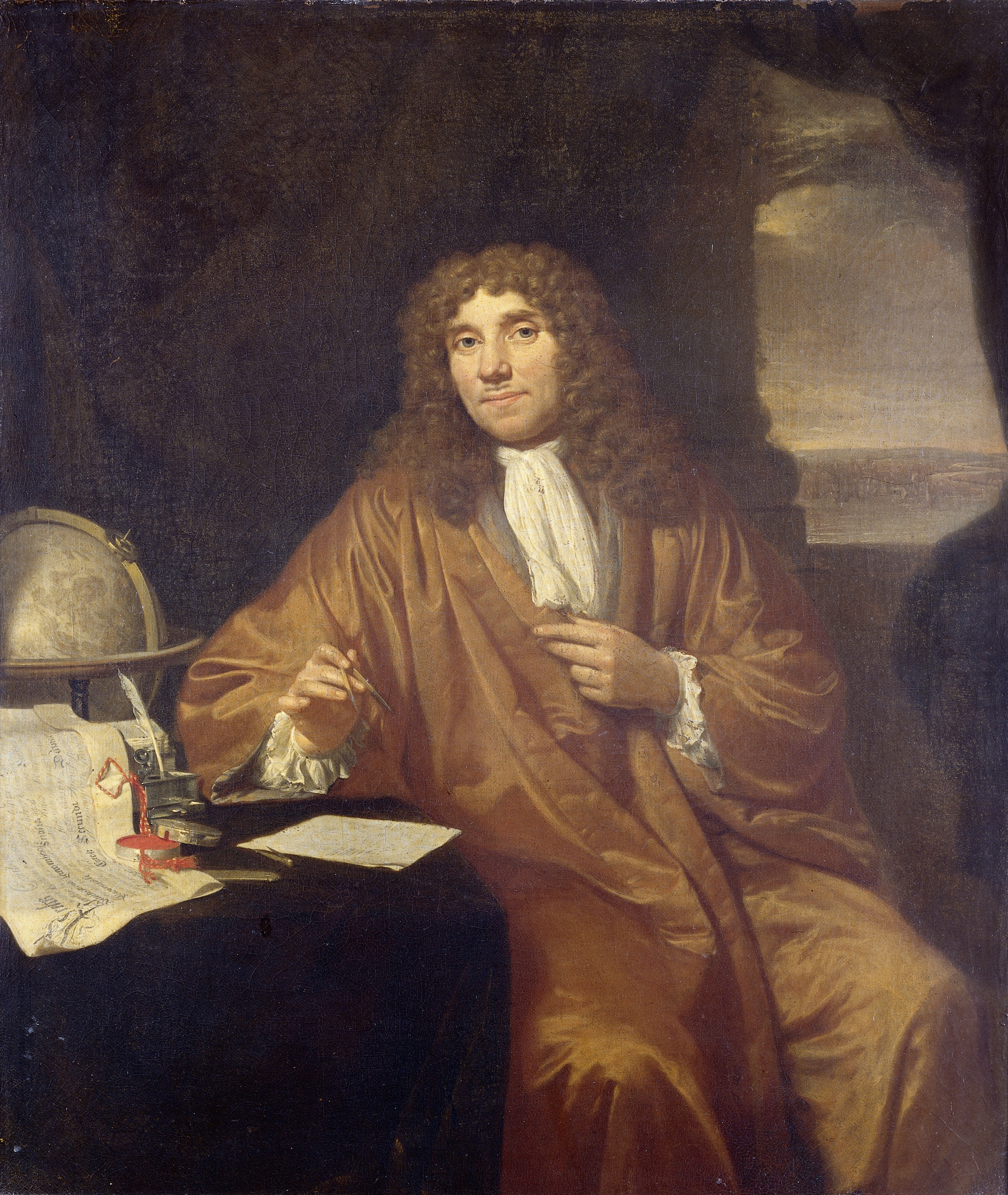
Antoni van Leeuwenhoek.

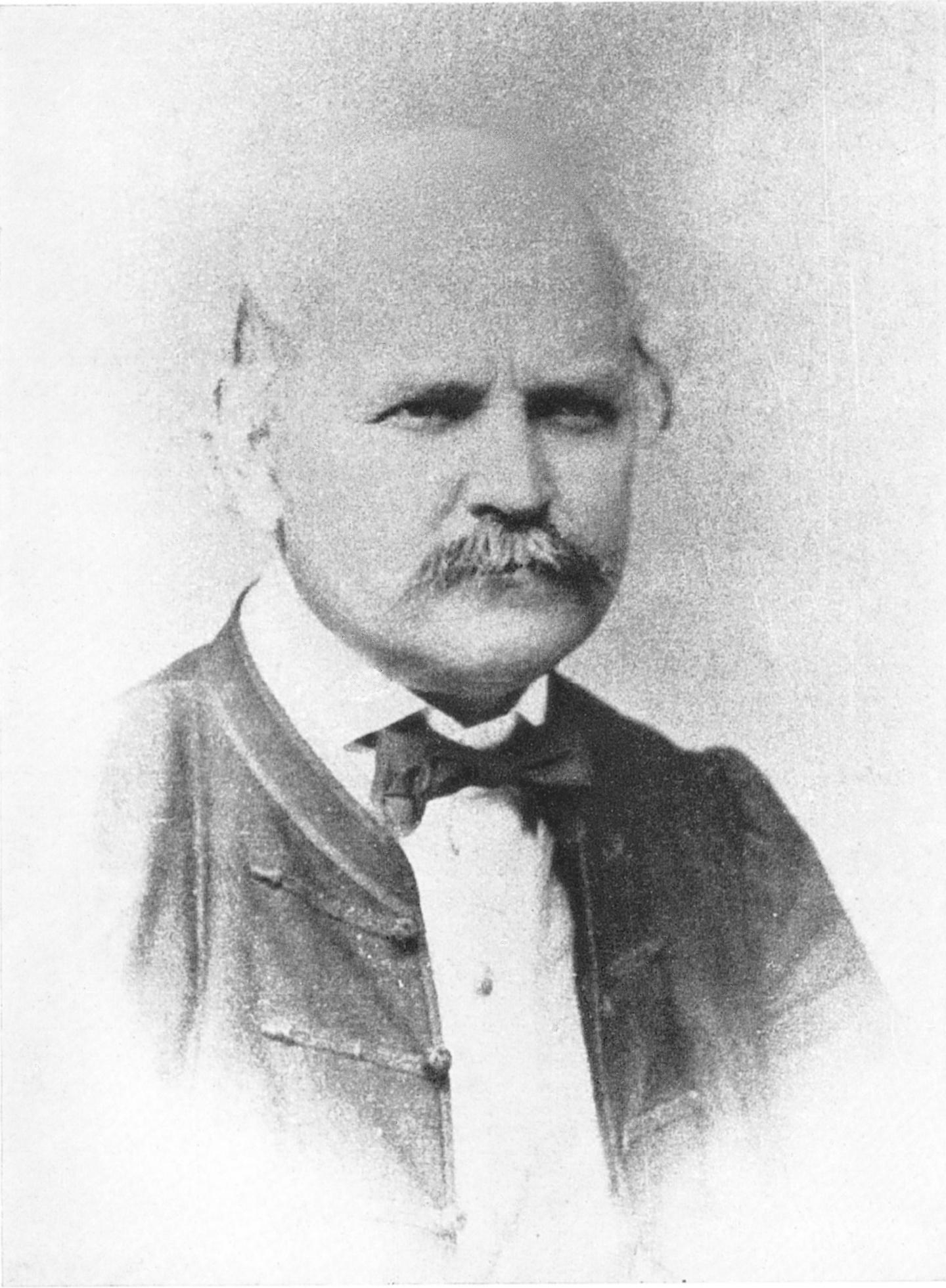
Ignaz Semmelweis.

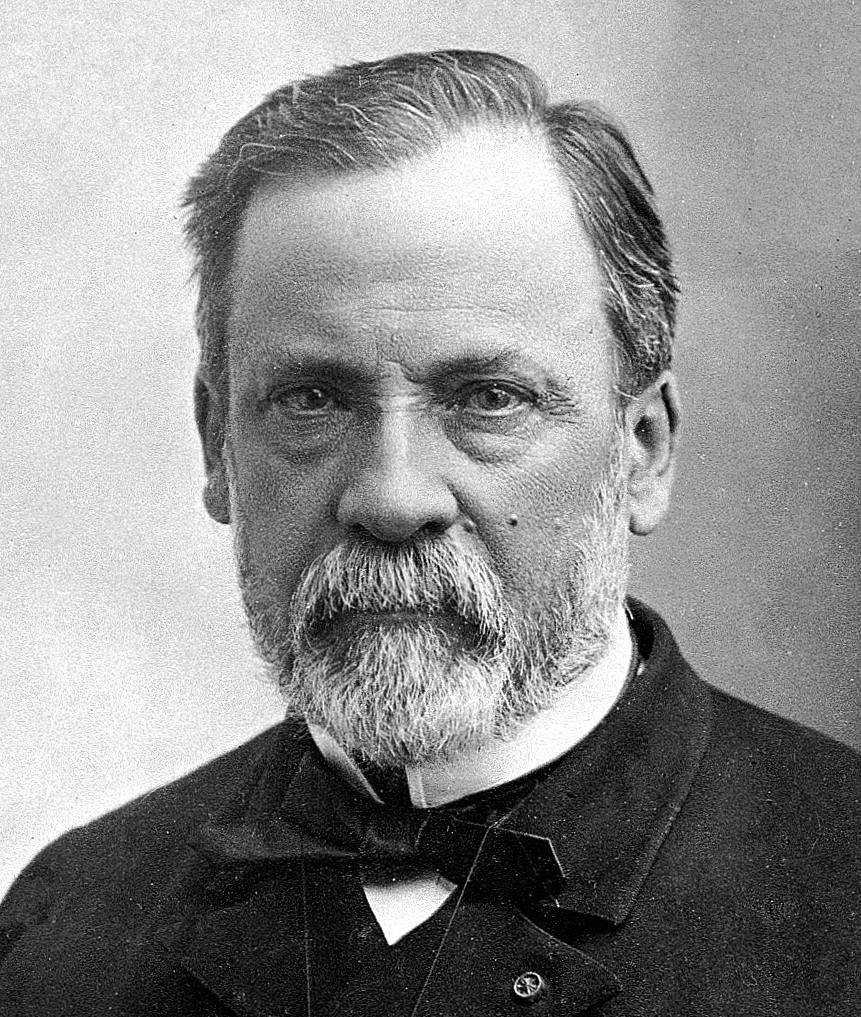
Louis Pasteur

Auparavant, on considérait que l’apparition de la maladie était due non à des micro-organismes qui se développent par la reproduction, mais à la génération spontanée. Un des premiers anciens textes de médecine, le texte sacré hindou de l’Atharva-Véda, identifie les agents pathogènes vivants tels que le yatudhānya, le kimīdi, le krimi et le durṇama comme causes de la maladie. Les atharvāns luttent contre la maladie en cherchant à les tuer avec une variété de médicaments.[réf. souhaitée] L’une des premières références occidentales à cette dernière théorie dite « théorie des miasmes » apparait dans le Rerum rusticarum publié par Varron en 36 av. J.-C., où il met en garde contre l’implantation d’une ferme à proximité de marais :

« ... Et parce qu’il y a certaines créatures minuscules que les yeux ne peuvent voir, qui flottent dans l’air et pénètrent dans l’organisme par la bouche et le nez et causent de graves maladies. »

## Piste ouverte par la muscardine
En 1546, Girolamo Fracastoro a proposé que les maladies épidémiques étaient causées par des entités transmissibles semblables à des semences et susceptibles de transmettre les infections par contact direct ou indirect ou même sans contact sur de longues distances. C’est à son compatriote Agostino Bassi qu’on donne souvent le crédit d’avoir formulé pour la première fois la théorie microbienne, sur la base de ses observations sur l’épidémie meurtrière de la maladie muscardine des vers à soie. En 1835, il a expressément attribué la mort des insectes à des agents vivants contagieux visibles à l’œil nu sous forme de masses poudreuses de spores. Ce champignon microscopique a ensuite été nommé Beauveria bassiana en son honneur.

## Contribution de la microbiologie et de la parasitologie
Les micro-organismes ont d’abord été observés directement par le savant néerlandais Antoni van Leeuwenhoek, considéré comme le père de la microbiologie. S’appuyant sur les travaux de Leeuwenhoek, le médecin Nicolas Andry de Boisregard, considéré comme le père de la parasitologie, a fait valoir en 1700 que les micro-organismes qu’il appelait « vers » étaient responsables de la variole et d’autres maladies.
En 1847, l’obstétricien hongrois Ignace Semmelweis remarqua l’incidence dramatiquement élevée de morts dues à la fièvre puerpérale chez les femmes ayant accouché avec l’aide des médecins et étudiants en médecine à l’Hôpital général de Vienne où il travaillait, alors que les accouchements pratiqués par des sages-femmes étaient relativement sûrs. Semmelweis fit le lien, à la suite d’une enquête entre la fièvre puerpérale et les examens par des médecins des femmes en couches, et se rendit compte que ces médecins venaient généralement juste de pratiquer des autopsies. Il affirma en conséquence que la fièvre puerpérale était une maladie contagieuse dans le développement duquel étaient impliquées les substances provenant des autopsies. Bien qu’il ait réussi à ramener la mortalité à l’accouchement de 18 % à 2,2 % dans son hôpital en obligeant les médecins à se laver les mains avec de l’eau de chaux chlorée avant d’examiner les femmes enceintes, les théories et la personne de Semmelweis furent néanmoins l’objet de violentes attaques de la plupart de l’établissement médical viennois.

## Contribution de l’empirisme
Au XVIIe siècle, le médecin italien Francesco Redi fournit les premières preuves contre la génération spontanée grâce à une expérience menée en 1668 au cours de laquelle il plaça un pain de viande et un œuf dans trois bocaux différents. Il laissa l’un des bocaux ouverts, le deuxième était hermétiquement fermé tandis que le troisième était simplement recouvert de gaze. Au bout de quelques jours, Redi put observer que le pain de viande dans le bocal ouvert était couvert d’asticots, et le bocal couvert de gaze avait des asticots sur la surface de la toile. En revanche, l’intérieur et l’extérieur du bocal hermétique étaient entièrement dépourvus d’asticots. Redi remarqua également qu’on ne trouvait les asticots que sur des surfaces accessibles aux mouches. Il en conclut que la théorie de la génération spontanée n’était pas plausible.

## Contribution de l’épidémiologie
Le médecin britannique John Snow a contribué à la formation de la théorie microbienne lorsqu’il a remonté la source de l’épidémie londonienne de choléra de 1854 à Soho. L’analyse statistique des cas touchés a démontré que l’épidémie n’était pas compatible avec la théorie des miasmes, qui prévalait à l’époque. Dans ce qui constitue un exemple précoce d’usage de l’épidémiologie, de la médecine de santé publique et l’application pratique de la théorie microbienne pour enrayer un risque phytosanitaire , Snow a mis en cause, non les miasmes, mais l’eau potable, comme vecteur de l’épidémie cholérique après avoir constaté que les cas étaient survenus dans les domiciles dont les habitants s’étaient approvisionnés en eau à la pompe de Broad Street, qui constituait le centre géographique de l’épidémie à la suite de la contamination par les eaux usées de la source qui l’alimentait.
En 1854 également, Filippo Pacini isole le bacille du choléra (Vibrio cholerae), mais sa découverte est peu remarquée avant que Robert Koch ne la refasse une trentaine d'années plus tard.

## Contribution de la microbiologie
Entre 1860 et 1864, le pionnier de la microbiologie Louis Pasteur démontra que la fermentation et la croissance des micro-organismes dans les bouillons de culture n’était pas due à la génération spontanée. Il exposa des bouillons fraichement bouillis à l’air dans des récipients contenant un filtre destiné à arrêter toutes les particules passant à travers le milieu de croissance, et même sans filtre du tout, et juste un long tube tortueux laissant passer l’air en empêchant le passage des particules de poussière de l’air. Comme rien ne se développait dans ces bouillons, il fallait nécessairement que les organismes vivants se développant dans ces bouillons provinssent de l’extérieur, sous forme de spores sur la poussière, plutôt que d’être autogénérés par le bouillon de culture lui-même.
Dans les années 1870, Joseph Lister joua un rôle important dans le développement d’applications pratiques de la théorie microbienne dans les techniques chirurgicales.
En 1890, Robert Koch publia ce qu'on a appelé depuis les postulats de Koch (ou de Henle-Koch), servant à déterminer si une maladie donnée est causée par un microbe donné, encore en usage à l’heure actuelle.